# 雷米克仑
雷米克仑（英語：Remikiren）是一款用于抗高血压的肾素抑制剂。它由罗氏制药首先于1996年推出。